# Sven Gårn Hansen
Sven Gårn Hansen (født 10. januar 1961) var redaktør for Ugeavisen Socialisten Weekend fra januar 1999 til april 2001, da avisen lukkede. 
Arbejdede siden (2001-2004) som medredaktør af Modkraft.dk på Mediesyndikatet Monsun, som han var med til at stifte. 
Han har desuden arbejdet som medredaktør af Socialistens forgænger, Den røde tråd (1992-93), og som u-landskonsulent og solidaritetsarbejder i Mellemamerika, først og fremmest Nicaragua (1994-1996, 2004-). 
Han var aktiv i Venstresocialisterne fra 1985, Nicaragua Komiteen (nu Mellemamerika Komiteen) fra 1986, og Enhedslisten fra 1989. 
Han er uddannet i historie og kultursociologi fra Københavns Universitet. Forfatter til bogen "Juan Segundo og Co – en hverdagshistorie fra den tredje verden".